# O Método Jacarta
O Método Jacarta (inglês: The Jakarta Method) é um livro de história política escrito pelo autor e jornalista estadunidense Vincent Bevins. O livro aborda sobre o apoio e cumplicidade do governo dos EUA em perseguição anticomunista e assassinatos em massa das alas da esquerda em todo o mundo e suas consequências agregadas desde a Guerra Fria até a era atual. O título é uma referência aos assassinatos em massa na Indonésia de 1965 a 1966, durante os quais cerca de um milhão de pessoas foram mortas em um esforço para destruir a esquerda política e os movimentos de reforma do governo no país.[carece de fontes?]
O livro continua descrevendo replicações subseqüentes da estratégia de assassinato em massa e genocídio, contra a reforma do governo e os movimentos de reforma econômica na América Latina, Ásia e outros lugares. Os assassinatos na Indonésia pelas forças indonésias apoiadas pelos americanos foram tão bem-sucedidos em abater a esquerda e os movimentos de reforma econômica que o termo "Jacarta" foi mais tarde usado para se referir aos aspectos genocidas de planos posteriores semelhantes implementados por outros regimes capitalistas autoritários com a assistência dos Estados Unidos.

## Crítica
Glenn Greenwald, ex-jornalista do The Intercept, disse que O Método de Jacarta documenta não apenas como os assassinatos em massa patrocinados pela CIA na Indonésia serviram de modelo para "campanhas clandestinas de interferência da CIA" em inúmeros outros países da Ásia e da América Latina para destruir o Movimento Não-Alinhado à Washington, mas também como "o sucesso arrepiante daquela campanha moralmente grotesca levou a que ela mal fosse discutida no discurso dos Estados Unidos". Ele acrescenta que o livro "fornece uma das melhores, mais informativas e mais esclarecedoras histórias desta agência e a maneira como ela moldou o papel real, e não propagandístico, dos EUA no mundo".

O Método de Jacarta foi elogiado como "incisivo" e "poderoso" no Boston Review por Stuart Schrader, professor de pesquisa assistente em Sociologia na Universidade Johns Hopkins, que diz que "documenta o papel do governo dos EUA em promover assassinatos em massa sistemáticos em todo o mundo - do Sudeste Asiático à América do Sul - em nome da luta contra o comunismo." Ele observa que Bevins é "particularmente adequado para investigar esses legados" como um jornalista fluente em indonésio e português, escrevendo:
Além de entrevistar sobreviventes e narrar suas lutas, Bevins baseia-se na mais recente erudição histórica sobre a "Guerra Fria global", que, ao contrário de seu nome, envolveu conflitos quentes e violentos na Ásia, África e América Latina. Ele traduz as descobertas de relatos acadêmicos complexos em uma prosa suave e legível, embora muitas vezes comovente.